# Юфаново
Юфаново — деревня в Вяземском районе Смоленской области России. Входит в состав Относовского сельского поселения. Население — 2 жителя (2007 год). 
Расположена в восточной части области в 23 км к западу от Вязьмы, в 3 км севернее автодороги М1 «Беларусь». В 8 км южнее деревни расположена железнодорожная станция 273-й км на линии Москва — Минск. 

## История
В годы Великой Отечественной войны деревня была оккупирована гитлеровскими войсками в октябре 1941 года, освобождена в марте 1943 года.